# Eugagrella rufescens
Eugagrella rufescens is een hooiwagen uit de familie Sclerosomatidae.